# Вулиці Вільнянська
Це список вулиць Вільнянська.

## Цифрові
- Вулиця 12 квітня

## А
- Провулок Алкорівський

## Б
- Вулиця Бочарова
- Вулиця Братів Кащенків (колишня вулиця Кошового)
- Провулок Будівельників
- Вулиця Бузкова

## В
- Вулиця Василя Симоненка (колишня вулиця Пушкіна)
- Вулиця Василя Стуса (колишня вулиця Чкалова)
- Вулиця Вишнева
- Провулок Володимира Івасюка (колишній провулок Толстого)
- Вулиця Волошкова

## Г
- Провулок Гнаровської
- Вулиця Гоголя
- Провулок Григорія Сковороди ( колишній провулок Матросова)
- Вулиця Гуляйпільська ( колишня вулиця Разіна)

## Д
- Провулок Донецький
- Вулиця Дніпровська
- Вулиця Драгоманова (колишня вулиця Циалковського)
- Вулиця Дружби

## Е
- Вулиця Елеватора

## З
- Провулок Заводський
- Вулиця Запорізька
- Вулиця Затишна ( колишня вулиця Зелена)
- Провулок Західний
- Вулиця Зачиняєва
- Провулок Зелений

## І
- Вулиця Івана Мазепи ( колишня вулиця Русіянова)
- Вулиця Івана Франка ( колишня вулиця Чехова)

## К
- Вулиця Калинова
- Вулиця Канарєєва
- Вулиця Каштанова
- Провулок Квітковий ( колишній провулок цвіточний)
- Вулиця Кобзаря
- Вулиця Козацька
- Вулиця Кооперативна
- Вулиця Космічна

## Л
- Вулиця Левадна ( колишня вулиця Маяковського)
- Вулиця Лесі Українки ( колишня вулиця Гагаріна)

## М
- Вулиця Марка Безручка (колишня вулиця Некрасова)
- Вулиця Металістів
- Вулиця Миколи Сироти
- Вулиця Мира
- Вулиця Михайла Грушевського (колишня вулиця Горького)
- Вулиця Молодіжна

## Н
- Вулиця Незалежності України
- Вулиця Незламних (колишня вулиця Воїнів-інтернаціоналістів)
- Провулок Новий

## О
- Провулок Оріхівський (колишній провулок 8 Березня)
- Вулиця Освітянська (колишня вулиця Зої Космодем'янмької)
- Провулок Осипенко

## П
- Провулок Парковий
- Вулиця Перемоги
- Вулиця Північна
- Вулиця Покровська
- Провулок Поліграфічний
- Вулиця Полку АЗОВ (колишня вулиця Чернишевського)
- Вулиця Польова
- Вулиця Проектна
- Вулиця Преображенська

## Р
- Рибхоз

## С
- Провулок Садовий
- Провулок Світлий
- Вулиця Слов'янська
- Вулиця Соборна
- Провулок Солідарності
- Вулиця Сонячна
- Вулиця Софіївська
- Вулиця Спортивна
- Провулок Степовий
- Вулиця Східна

## Т
- Провулок Тихий
- Вулиця Толбухіна
- Провулок Торговий
- Вулиця Травнева ( колишня вулиця Першотравнева)
- Провулок Тракторний

## У
- Вулиця Українська

## Ч
- Провулок Чорновола

## Ш
- Вулиця Шевченка
- Провулок Шкільний

## Ю
- Вулиця Ювілейна
- Вулиця Юрія Дмитрієва

## Я
- Провулок Якова Невицького (колишній провулок Жуковського)